# Округ Бун (Западна Вирџинија)
Округ Бун (енгл. Boone County) је округ у америчкој савезној држави Западна Вирџинија.

## Демографија
По попису из 2010. године број становника је 24.629, што је 906 (-3,5%) становника мање него 2000. године.
| Група             | 2000.          | 2010.          |
| Белци             | 25.064 (98,2%) | 24.220 (98,3%) |
| Афроамериканци    | 167 (0,7%)     | 122 (0,5%)     |
| Азијати           | 18 (0,1%)      | 21 (0,1%)      |
| Хиспаноамериканци | 117 (0,5%)     | 97 (0,4%)      |
| Укупно            | 25.535         | 24.629         |